# Hemiarius
Hemiarius is een geslacht van straalvinnige vissen uit de familie van christusvissen (Ariidae).

## Soorten
- Hemiarius dioctes (Kailola, 2000)
- Hemiarius harmandi Sauvage, 1880
- Hemiarius stormii (Bleeker, 1858)
- Hemiarius verrucosus (Ng, 2003)